# Ulrike Müßig
Ulrike Müßig (* 8. Juli 1968 in Würzburg als Ulrike Seif) ist eine deutsche Rechtswissenschaftlerin und Rechtshistorikerin und Inhaberin des Lehrstuhls für Bürgerliches Recht sowie Deutsche und Europäische Rechtsgeschichte an der Universität Passau.

## Leben
Ulrike Müßig studierte Rechtswissenschaften an den Universitäten Würzburg und Cambridge (GB) sowie als Gast an der Université Paris II, Panthéon-Assas in Frankreich. Nach dem Referendarexamen 1993 war sie Promotionsstipendiatin der Studienstiftung des deutschen Volkes am Institut für Rechtsvergleichung der Universität Würzburg und am Hamburger Max-Planck-Institut für ausländisches und internationales Privatrecht, bis sie 1995 mit der rechtsvergleichenden Arbeit Der Bestandsschutz besitzloser Mobiliarsicherheiten im deutschen und englischen Recht promoviert wurde. Nach dem mit dem Assessorexamen 1996 abgeschlossenen Referendariat in Würzburg, Brüssel und Paris war Ulrike Müßig von 1996 bis 1999 Habilitationsstipendiatin am Institut für deutsche und bayerische Rechtsgeschichte der Universität Würzburg.
2000 habilitierte sie sich mit einer rechtshistorischen Arbeit an der Juristischen Fakultät der Universität Würzburg für die Fachgebiete Europäische und Deutsche Rechtsgeschichte, Bürgerliches Recht, Rechtsvergleichung und Internationales Privatrecht. 2000 wurde Ulrike Müßig an die Universität Passau auf den Lehrstuhl für Bürgerliches Recht sowie Deutsche und Europäische Rechtsgeschichte berufen. Ein gleichzeitiges Berufungsangebot der Universität Bielefeld wurde ausgeschlagen. 2003 hat sie einen Ruf an die Universität Bern abgelehnt.

## Werk
Schwerpunkte ihrer wissenschaftlichen Arbeit sind die europäische Verfassungsgeschichte vom 12. bis zum 21. Jahrhundert einschließlich der Zeitgeschichte der europäischen Integration, die Geschichte der Höchstgerichtsbarkeit, das römisch-kanonische Erbrecht in mittelalterlichen deutschen Rechtsaufzeichnungen und die Ideengeschichte des 18. Jahrhunderts. Zum Handwörterbuch zur Deutschen Rechtsgeschichte, zur Enzyklopädie der Neuzeit und zur Oxford International Encyclopedia of Legal History hat sie Beiträge beigesteuert. Zusammen mit Horst Dreier und Michael Stolleis (bis 2020; jetzt mit Marietta Auer) gibt sie bei Mohr Siebeck die Schriftenreihe Grundlagen der Rechtswissenschaft heraus und ist im International Board des Journal of Constitutional History (Giornale di Storia Costituzionale) sowie der Studies in the History of Law and Justice.
Ein 2015 veröffentlichter Aufsatz Müßigs zu Open-Access Veröffentlichungspflichten im Rahmen von Forschungsförderungsprogrammen in der JuristenZeitung enthielt Plagiate. Die Universität Passau hat den Vorwurf geprüft und abschließend rechtlich gewürdigt. Die JuristenZeitung sperrte den Zugang zu dem Aufsatz in ihrem elektronischen Archiv und veröffentlichte eine Entschuldigung Müßigs. Die Leitung der Universität Passau und die Österreichische Akademie der Wissenschaften haben im Jahr 2016 ihre Missbilligung im Hinblick auf den festgestellten Verstoß gegen die Regeln guter wissenschaftlicher Praxis zum Ausdruck gebracht. Der Vorfall hatte keine akademischen Konsequenzen zur Folge, das Disziplinarverfahren wurde inzwischen abgeschlossen. Eine Veröffentlichung des Ergebnisses erfolgte nicht. Inzwischen ist der Aufsatz mit dem Hinweis, dass er Plagiate enthält, wieder öffentlich zugänglich.
Bei nationalen und internationalen Einladungen von Universitäten und Medien verbindet Ulrike Müßig rechtshistorische Überlegungen mit aktuellen Fragestellungen. Neben der Betrachtung von Kunst und Mathematik im Recht gehören zu den Schwerpunkten ihrer jüngsten Publikationen vor allem die Verfahrensgerechtigkeit und die Menschenwürde.

## Ehrungen
Für ihre wissenschaftlichen Leistungen wurde Ulrike Müßig 1996 mit dem Bayerischen Habilitationsförderpreis, 1997 mit dem Preis der Unterfränkischen Gedenkjahrstiftung für Wissenschaft und 2000 mit dem Heisenberg-Preis der DFG ausgezeichnet. 2008 war sie für den Gerda-Henkel-Preis nominiert. 2013 erhielt Müßig einen ERC Advanced Grant aus dem 7. Forschungsrahmenprogramm des Europäischen Forschungsrats über 1,9 Millionen Euro für ihr Forschungsprojekt zur Europäischen Verfassungsgeschichte. Seit 2014 ist sie korrespondierendes Mitglied der andalusischen Nationalakademie historisch-juristischer Klasse (Ilustre Sociedad Andaluza de Estudios Histórico-Jurídicos). Im April 2015 erfolgte die Wahl in die historisch-philosophische Klasse der österreichischen Akademie der Wissenschaften, im September 2021 zum Fellow der Royal Historical Society in London. Sie ist Mitglied der Vereinigung für Verfassungsgeschichte.

## Schriften (Auswahl)
Publikationen sind bis 2005 unter dem Geburtsnamen Seif, ab 2006 unter dem Ehenamen Müßig erschienen:
- Hrsg. zus. mit Dietmar Willoweit: Europäische Verfassungsgeschichte. Beck, München 2003, ISBN 3-406-49825-6.
- Der gesetzliche Richter ohne Rechtsstaat? Eine historisch-vergleichende Spurensuche. de Gruyter Recht, Berlin 2007, ISBN 978-3-89949-404-4.
- Die europäische Verfassungsdiskussion des 18. Jahrhunderts. Mohr Siebeck, Tübingen 2008, ISBN 978-3-16-149796-4.
- Recht und Justizhoheit, Der gesetzliche Richter im historischen Vergleich von der Kanonistik bis zur Europäischen Menschenrechtskonvention, unter besonderer Berücksichtigung der Rechtsentwicklung in Deutschland, England und Frankreich. Erweiterte und verbesserte 2. Auflage, Duncker & Humblot, Berlin 2009, ISBN 978-3-428-13016-0.
- El juez legal – Una comparación, desde el Derecho canónico hasta la Convención Europea de los Derechos Humanos, con especial énfasis en el desarollo del derecho en Alemania, Inglaterra y Francia. Editorial Dykinson en colaboración con el Instituto de Estudios Jurídicos Internacionales, Madrid 2014, ISBN 978-84-9031-981-9.
- „Ein Knauf als Tür“. Open Access-Verpflichtung durch Forschungsförderung vs. Gemeinfreiheitsgrenzen digitaler Wissenschaftskommunikation, in: JuristenZeitung 2015, S. 221–232.
- Reconsidering Constitutional Formation I – National Sovereignty. Springer, Cham, 2016, ISBN 978-3-319-42405-7.